# Avril
Avril település Franciaországban, Meurthe-et-Moselle megyében. Lakosainak száma 1223 fő (2022. január 1.). Avril Lommerange, Moyeuvre-Grande, Moyeuvre-Petite, Neufchef, Bettainvillers, Trieux, Tucquegnieux és Val de Briey községekkel határos.

## Népesség
A település népességének változása:
| Lakosok száma | 515  | 508  | 506  | 764  | 1086 | 1107 | 1131 | 1150 | 1174 | 1223 |
|               | 1968 | 1982 | 1990 | 2006 | 2013 | 2015 | 2017 | 2019 | 2020 | 2022 |